# Иванов, Антон (политик)
Антон Иванов Козинаров (болг. Антон Иванов Козинаров; 1884—1942) — болгарский коммунистический деятель, участник движения Сопротивления во время Второй мировой войны. Арестован спецслужбами и казнён по приговору трибунала вместе с группой своих товарищей по партии.

## Биография
Антон Иванов родился 26 октября 1884 года в городе Копривштица. Окончил школу в родном городе, в 1901 году уехал в Софию, где устроился на работу. В 1902 году Иванов поступил в морское училище в Варне, где вошёл в нелегальный марксистский кружок «Искра». С 1904 года — член Болгарской рабочей социал-демократической партии. До 1907 года служил в военно-морском флоте. Участвовал в организации стачек.
С 1910 года — один из руководителей софийской организации марксистской партии. Во время Первой мировой войны занимался антивоенной агитацией на фронтах. Участвовал во Владайском восстании 1918 года. В 1918—1923 года был секретарём Софийской организации коммунистической партии. В 1919—1923 годах был народным представителем БРП. В 1922 года избран членом ЦК. В 1923 году принимал активное участие в подготовке Сентябрьского восстания с целью свержения Александра Цанкова. 21 сентября 1923 года был арестован и впоследствии осуждён. До 1925 года находился в местах лишения свободы. После освобождения уехал в эмиграцию в СССР, работал в Загранбюро ЦК БРП. Принимал участие в организации болгарских интербригад во время гражданской войны в Испании 1936—1939 годов.
В 1941 году нелегально вернулся в Болгарию, где вошёл в Политбюро ЦК БРП и центральную военную комиссию. В апреле 1942 года был арестован из-за предательства в партии. 23 июля 1942 года совместно со своими товарищами по партии Антоном Поповым, Атанасом Романовым, Петром Богдановым, Николой Вапцаровым и Георгием Минчевым приговорён к смертной казни через расстрел. В тот же день приговор был приведён в исполнение.
В честь Антона Иванова был назван один из партизанских отрядов, действовавших в Болгарии.